# Mogens Frey Jensen
Mogens Frey Jensen   (municipi de Glostrup, 2 de juliol de 1941) és un ciclista danès, ja retirat, que fou professional entre 1969 i 1971.
Com a ciclista amateur va prendre part als Jocs Olímpics de Mèxic de 1968, en què guanyà dues medalles, una d'or en la prova de persecució per equips, junt a Per Lyngemark, Reno Olsen i Gunnar Asmussen, i una de plata en la prova de persecució individual.
Com a professional destaca la victòria en la novena etapa del Tour de França de 1970, en què guanyà el seu cap de files Joaquim Agostinho en una etapa en què arribaren ambdós escapats. Agostinho fou el primer a travessar la línia d'arribada, però fou desqualificat per haver-li barrat el pas de manera irregular.

## Palmarès
- 1963
  -  Campió de Dinamarca de persecució per equips (amb Preben Isaksson, Kurt vid Stein i Bent Hansen)
- 1964
  -  Campió de Dinamarca de persecució
  -  Campió de Dinamarca de persecució per equip (amb Preben Isaksson, Kurt vid Stein i Bent Hansen)
- 1966
  -  Campió de Dinamarca de persecució
- 1967
  -  Campió de Dinamarca de persecució
- 1968
  -  Medalla d'or a la prova de persecució per equips dels Jocs Olímpics de Mèxic de 1968 (amb Per Lyngemark, Reno Olsen i Gunnar Asmussen)
  -  a la prova de Persecució individual dels Jocs Olímpics de Mèxic de 1968
  -  Campió del món de persecució individual amateur
  -  Campió de Dinamarca de persecució
  -  Campió de Dinamarca de persecució per equips (amb Reno B. Olsen, Per Lyngemark i Peder Pedersen)
- 1969
  - 1r al GP ZTS Dubnica nad Vahom
- 1970
  - Vencedor d'una etapa al Tour de França
  - Vencedor d'una etapa al Midi Libre

### Resultats al Tour de França
- 1970. 59è de la classificació general. Vencedor d'una etapa